# Liga Distrital de Fútbol de Lince 2013
La edición del 2013 de la Primera División de la Liga distrital de Lince  participaron ocho (8) equipos y es el primer torneo que estos equipos disputan para aspirar llegar al Campeonato Descentralizado 2014 o al Torneo de Segunda División 2014.
El campeonato se jugó con el sistema de todos contra todos. Los partidos se desarrollaron en el campo deportivo La Once de Surquillo. Finalmente Asociación Deportiva San Agustín, Asociación Caly e Independiente Aselsa fueron los clasificados al Interligas de Lima 2013. Kurmi Soccer D'Mas pierde la categoría y desciende a la Segunda División Distrital de Lince 2014.

## Tabla de posiciones
- San Agustín - Campeón, clasificado Interligas 2013
- Asociación Caly - Subcampeón, clasificado Interligas 2013
- Independiente Aselsa  - Tercero, clasificado Interligas 2013
- Santa Beatriz
- Sacachispas
- Puerto Chala
- AS Lari
- AD Masa
- Kurmi Soccer D'Mas - desciende Segunda División Lince 2014

| Perú                    |
| Campeón                 |
| San Agustín 3.er título |